# Oecetis barbarae
Oecetis barbarae is een schietmot uit de familie Leptoceridae. De soort komt voor in het Australaziatisch gebied.